# 복서 (개)

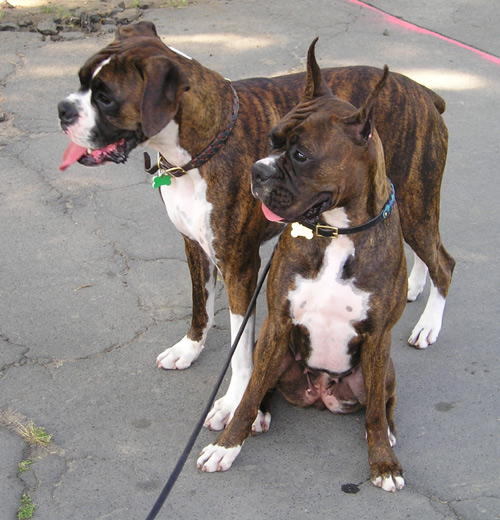
복서

복서(boxer)는 중간 크기의 독일 원산의 개이다. 어깨높이는 53~63cm이고, 몸무게는 25~35kg이다. 1850년 독일의 품종 연구가들이 불도그와 그레이트 데인을 교배시켜 만들었다. 몸이 땅딸막하고 근육질이 강하다. 움직임이 빠르고 늘 경계를 늦추지 않는다. 털은 짧고 윤기가 나며, 엷은 황갈색을 띠거나 얼룩덜룩한데, 가끔 줄무늬가 있는 것도 있다. 가슴은 넓고 단단하며, 두개골이 넓고, 눈이 크다. 얼굴은 볼도그를 닮아 무서워 보이지만 성질은 쾌활하고 순하다. 군용견이나 시각 장애인을 안내하는 안내견, 집지키는 개로 적당하다.